# Try Bennett
Try Anthony Bennett Grant (San José, 5 de agosto de 1975) é um ex-futebolista e treinador de futebol costarriquenho que atuava como lateral-direito,

## Carreira em clubes
Formado nas categorias de base do Saprissa, Bennett estreou profissionalmente em outubro de 1993, contra o Puntarenas. Entre 1997 e 2000, atuou no futebol da Guatemala, representando Comunicaciones e USAC, voltando à Costa Rica para defender o Herediano por 3 temporadas.
Em 2003, regressou ao Saprissa e venceu a Copa dos Campeões da CONCACAF de 2005 (a equipe havia conquistado os títulos de 1993 e 1995, também com Bennett no elenco), título que levou o clube a disputar o Mundial de Clubes da FIFA, integrando o elenco que terminou em terceiro lugar. Deixou o Saprissa em 2008 para assinar com o Brujas, sua última equipe como atleta profissional.
Em fevereiro de 2010, foi suspenso por 2 meses após o resultado do exame antidoping feito após o jogo contra o Puntarenas, em dezembro de 2009, dar positivo para dexametasona. 1 mês depois, o lateral anunciou sua aposentadoria.
Sua única experiência como treinador foi no UNED, equipe da terceira divisão costarriquenha, em 2011.

## Carreira internacional
Bennett estreou pela Seleção Costarriquenha em outubro de 2002, num amistoso contra o Equador. Representou os Ticos na Copa Ouro da CONCACAF de 2003 e na Copa América de 2004.
Sua despedida foi na Copa das Nações UNCAF de 2007, na vitória por 2 a 0 sobre El Salvador. Em 24 partidas oficiais, marcou um gol em março de 2003, num amistoso contra o Paraguai.

## Vida pessoal
É tio de Jewison Bennette, que disputou a Copa de 2022. Seu irmão, homônimo do ponta-esquerda, também foi seu companheiro de equipe no Comunicaciones entre 1997 e 1998, além de ter jogado a Copa Ouro da CONCACAF de 1998 pela Seleção Costarriquenha. Seus filhos, Mike e Jefferson, também seguem carreira no futebol.

## Títulos
Saprissa
- Campeonato Costarriquenho: 1993–94, 1994–95, 2003–04, 2005–06, 2006–07, 2007 (Torneio de Inverno), 2008
- Copa dos Campeões da CONCACAF: 1995, 2005
- Copa Interclubes da UNCAF: 2003

Saprissa
- Campeonato Guatemalteco: 1997–98

Seleção Costarriquenha
- Copa Centroamericana: 2003, 2007